# Restriktive Fiskalpolitik
Die restriktive Fiskalpolitik (auch als kontraktive Fiskalpolitik bekannt) ist eine Erhöhung der Staatseinnahmen oder Senkung der Staatsausgaben. Ihr Gegenstück ist die expansive Fiskalpolitik. Die restriktive Fiskalpolitik soll das Staatsdefizit reduzieren oder einen Überschuss im Haushalt mit konjunkturdämpfender Wirkung auf die Volkswirtschaft bewirken. Die Verringerung der Staatsausgaben oder die Steuererhöhung wirken besonders restriktiv, wenn sie das Einkommen von Schichten mit geringer Spar- und hoher Konsumquote senken und kann die ausfallende Binnennachfrage nicht durch Nettoexporte kompensiert werden, können sich letztlich Staatsdefizite (ex post) sogar erhöht zeigen (Sparparadoxon).

## Ziele
Im Gesetz zur Förderung der Stabilität und des Wachstums der Wirtschaft (StabG) ist die Fiskalpolitik als Instrument zur Erreichung der vier gesamtwirtschaftlichen Ziele erwähnt. Die Ziele sind laut § 1 StabG: Preisniveaustabilität, hoher Beschäftigungsstand, außenwirtschaftliches Gleichgewicht sowie stetiges und angemessenes Wirtschaftswachstum. Dabei soll mit restriktiven fiskalpolitischen Maßnahmen – insbesondere in Hochkonjunkturzeiten – eine Nachfragesenkung erreicht werden, um Preisniveaustabilität zu gewährleisten. Im Fall der inneren Abwertung soll über deflationäre Preis und Lohnentwicklung Exportfähigkeit erhöht bzw. erreicht werden.

## Durchführungsmaßnahmen
Eine Erhöhung der Steuern wird allgemein als restriktive fiskalpolitische Maßnahme bewertet. Es kommt jedoch bei der Erhöhung wie auch der Senkung von Steuern darauf an, ob davon die Einkommen überwiegend sparender oder konsumierender Schichten betroffen sind oder das Sparen von Geld statt das Investieren und Konsumieren gefördert oder beeinträchtigt wird. So wirkt eine Steuererhöhung auf Zinserträge expansiv, es wird eher weniger Geld gespart, und umgekehrt. Steuersenkungen für hohe Einkommen sind zum Beispiel eher restriktiv zu bewerten, eine Erhöhung der Steuern auf entnommene Gewinne dürfte Investitionen der Unternehmen begünstigen und expansiv wirken.
Kurzfristige fiskalpolitische Wirkungen haben auch Sonderabschreibungen und Änderung von Abschreibungssätze. Beide Arten haben gemeinsam, dass ein Ausgleich über die komplette Abschreibungsdauer erfolgt, denn die gesamte Abschreibungssumme ist gleichbleibend. D.h. eine Verringerung von Abschreibungssätzen wirkt nur sehr kurzfristig steuererhöhend, in den folgenden Jahren wird das durch geringere Steuerhöhe ausgeglichen.
Im Rahmen der Staatsausgabenpolitik kann eine Verringerung der öffentlichen Investitionen erfolgen. Nicht zwingend notwendige Bauvorhaben könnten aufgeschoben oder komplett gestrichen werden. Die dadurch verringerten Auftragseingänge bei Unternehmen haben einen Nachfrage senkenden Effekt.
Mittels Konjunkturausgleichsrücklage kann die sofortige Wiederausgabe von staatlichen Einnahmen unterbunden werden. Das Budgetdefizit wird reduziert.
Damit wird eine Nachfragesenkung und dementsprechend ein Rückgang des Produktionsniveaus erreicht. Die klassische Theorie glaubt, dass mittelfristig die Produktion wieder ihr natürliches Niveau erreichen werde, da die niedrigere staatliche Nachfrage durch zusätzliche private Nachfrage kompensiert würde (crowding-in). Deflationspolitik und Weltwirtschaftskrise belehrten eines Besseren und Wilhelm Lautenbach stellt insofern den Kausalzusammenhang seinen Erfahrungen entsprechend wie folgt dar: „Würde der Staat sich plötzlich als Auftraggeber in ganz großem Umfang zurückziehen, so würde dies peinliche Schockwirkungen hervorrufen; nur in dem Maße, in dem die private Wirtschaft ihn als Investor ablöst, kann er sich zurückziehen, ohne Rückschlagsgefahren heraufzubeschwören.“

## Preisstabilität
Eine Staatsnachfragesenkung führt zunächst zu einem Rückgang der Gesamtnachfrage. Daraus resultieren Beschäftigungsrückgänge und dadurch werden Preise sinken. Der Grund für die teilweise Unbeliebtheit solcher Entscheidungen ist also, dass ein negativer Effekt (Entlassungen) dem gewünschten Ziel (Preisstabilität) vorausgeht.

## Leistungsbilanz
Durch ein niedrigeres Preisniveau wird in einer offenen Volkswirtschaft ausländische Nachfrage angezogen, also das inländische Leistungsbilanzdefizit verringert oder ein inländischer Leistungsbilanzüberschuss erhöht. Restriktive Fiskalpolitik, also Staatsausgabensenkung kann zu diesem Zweck eingesetzt werden. Freilich können nur einzelne Volkswirtschaften diese Strategie betreiben – ziehen zu viele nach, handelt es sich um ein klassisches Konkurrenzparadoxon.

## Konjunkturelle Phasen
Um einen exzessiven wirtschaftlichen Aufschwung abzuflachen, kann sinnvollerweise restriktive Fiskalpolitik einzusetzen sein, allerdings besteht die Gefahr, wenn davon nicht rechtzeitig wieder abgelassen wird, dass daraus selbst eine Krise erzeugt wird. Befindet sich die Konjunktur in einer Abschwungphase,
wirkt restriktive Fiskalpolitik zusätzlich verschärfend. Die Nettokreditaufnahme der Unternehmen sinkt, da vorsichtshalber weniger und wenn, nur Investitionen aus bereits getätigten Rückstellungen finanziert werden. Die Sparquote steigt, die Wirtschaft wird illiquide. Großzügige Geldpolitik hilft dann nicht, da sie nicht genützt wird (siehe auch Investitionsfalle).